# 한지현 (배우)
한지현(韓智賢, 1996년 3월 21일~)은 대한민국의 배우, 모델이다.
1996년 3월 21일 서울특별시 강남구 압구정동에서 1남 1녀 중 첫째로 출생했다. 2017년 1월, 암웨이 아티스트리 광고 모델을 통해로 데뷔했다. 같은해 Seezn 웹드라마 《소울 드라이버》 를 통해 배우로 데뷔하였다.
대표 작품으로는 2020년 SBS 드라마 《펜트하우스》, 2021년 SBS 드라마 《펜트하우스 2》, 《펜트하우스 3》, 2022년 SBS 드라마 《치얼업》 등이 있다.

## 학력
- 압구정고등학교 (2015년 2월)
- 한국예술종합학교 연극원 연기과 예술사 (2019년 8월)

## 출연 작품

### 드라마
| 연도 | 방송사     | 제목               | 역할            | 비고                               |
| ---- | ---------- | ------------------ | --------------- | ---------------------------------- |
| 2017 | Seezn      | 소울 드라이버      | 진휘            | 5부작                              |
| 2018 | 유튜브     | 오늘의 타로맨스    | 유인정          | 9부작                              |
| 2018 | 유튜브     | 아, 집에 가고 싶다 | 아영            | 9부작                              |
| 2019 | JTBC       | 바람이 분다        | 선경            | 16부작                             |
| 2020 | SBS        | 펜트하우스         | 주석경          | 21부작                             |
| 2021 | SBS        | 펜트하우스 2       | 주석경          | 13부작                             |
| 2021 | SBS        | 펜트하우스 3       | 주석경          | 14부작                             |
| 2022 | SBS        | 치얼업             | 도해이          | 16부작                             |
| 2024 | tvN        | 손해 보기 싫어서   | 남자연 / 연보라 | 12부작                             |
| 2024 | TVING      | 사장님의 식단표    | 남자연 / 서연서 | 2부작, 손해 보기 싫어서의 스핀오프 |
| 2024 | Wavve KBS2 | 페이스 미          | 이민형          | 12부작                             |

### 영화
| 연도 | 제목                       | 역할          | 감독   | 비고 |
| ---- | -------------------------- | ------------- | ------ | ---- |
| 2021 | 모든 걸 걸었어 (독립 영화) | 강선미        | 옥진곤 |      |
| 2021 | 서복                       | 편의점 여고생 | 이용주 |      |
| 2025 | 계시록                     |               | 연상호 |      |
| 2025 | 얼굴                       | 김수진        | 연상호 |      |

### 예능
| 연도 | 방송사 | 제목                                     | 역할   | 기간                  | 비고 |
| ---- | ------ | ---------------------------------------- | ------ | --------------------- | ---- |
| 2021 | SBS    | 펜트하우스 히든룸 - 숨겨진 이야기        | 게스트 | 2021.01.12            |      |
| 2021 | SBS    | 펜트하우스 2 히든룸 - 은밀한 이야기      | 출연자 | 2021.02.13            |      |
| 2021 | SBS    | 펜트하우스 2 히든룸 - 끝나지 않은 이야기 | 출연자 | 2021.04.03            |      |
| 2021 | SBS    | 펜트하우스 3 히든룸 - 끝의 시작          | 게스트 | 2021.06.02            |      |
| 2021 | SBS    | 펜트하우스 - 540일간의 이야기            | 게스트 | 2021.09.18            |      |
| 2021 | TvN    | 해치지 않아                              | 게스트 | 2021.10.05~2021.10.12 |      |

### 광고
| 연도 | 기업             | 제품                                                          | 종류        | 공동 출연 | 출처 |
| ---- | ---------------- | ------------------------------------------------------------- | ----------- | --------- | ---- |
| 2017 | 암웨이           | 아티스트리                                                    | 화장품      |           |      |
| 2017 | 롯데손해보험     | 하우머치 다이렉트 - 별에서 온 그대 편                         | 손해보험    |           | 보기 |
| 2018 | 현대자동차       | 평창 동계 올림픽 - 겨울의 온도 편                             | 자동차      |           | 보기 |
| 2018 | 원티드랩         | 원티드 - 동료 편                                              | 채용        |           | 보기 |
| 2018 | 원티드랩         | 원티드 - 선후배 편                                            | 채용        |           | 보기 |
| 2018 | 삼성생명보험     | 인생금융 - 스토리 편                                          | 생명보험    |           | 보기 |
| 2018 | 삼성생명보험     | 인생금융 - 종합 편                                            | 생명보험    |           | 보기 |
| 2018 | 삼성전자         | 삼성 갤럭시 S9 - 슈퍼 슬로우 모션 편                          | 스마트폰    |           | 보기 |
| 2019 | 제너시스         | BBQ 써프라이드                                                | 패스트 푸드 |           |      |
| 2019 | 익스피디아 그룹  | 익스피디아 - 신개념 에어텔 편                                 | 여행사      |           | 보기 |
| 2019 | 삼성전자         | 삼성 시스템에어컨 - 360 PLACE 편                              | 에어컨      |           | 보기 |
| 2019 | 유니클로         | 유니클로 여름감사제                                           | 옷          |           | 보기 |
| 2019 | NH농협카드       | NH농협카드 - 당신이 만든 카드, NH농협카드 편                  | 신용카드    | 정해인    | 보기 |
| 2019 | 삼성전자         | 삼성 냉장고 비스포크 - 티저 편                                | 냉장고      |           |      |
| 2019 | 아모레퍼시픽     | 프리메라 페이셜 마일드 필링                                   | 화장품      |           | 보기 |
| 2019 | 한국영상대학교   | 한국영상대학교 홍보영상                                       | 전문대학    |           | 보기 |
| 2019 | 크몽             | 전문가가 필요한 순간 - 1인 창업 편                            | 재능마켓    |           | 보기 |
| 2019 | 코카콜라 컴퍼니  | 스프라이트 - 맛있게 먹고 쿨하게 풀자 편                       | 청량 음료   | 혜리      | 보기 |
| 2019 | 스테이션 3       | 다방 이번 방도 다방이 다했다 - 보안시설 편                    | 부동산      | 혜리      | 보기 |
| 2020 | 아모레퍼시픽     | 프리메라 알파인 베리 워터리 크림                              | 화장품      |           | 보기 |
| 2020 | LG전자           | LG 톤프리                                                     | 블루투스    |           |      |
| 2021 | 플랫비           | 큐리 - 엄마, 요즘 애들은 달라 편                              | 교육        |           | 보기 |
| 2021 | 케링             | 구찌                                                          | 패션        | 김영대    |      |
| 2021 | 마리끌레르       | 톰포드뷰티                                                    | 패션        |           |      |
| 2021 | 시세이도         | 프로페셔널                                                    | 화장품      |           |      |
| 2021 | 카카오스타일     | 지그재그                                                      | 패션        |           |      |
| 2021 | 동국제약         | 오라메디                                                      | 의약품      | 김해준    | 보기 |
| 2021 | 플라톤벤쳐스     | 파인드카푸어                                                  | 가방        |           |      |
| 2021 | 셀트리온         | 이너랩 와이바이오틱스 더블케어 - 진짜 프리미엄 여성 유산균 편 | 기능성 식품 |           | 보기 |
| 2021 | 맑은내일         | 통시리즈 - 1일 1통 편                                         | 음료        |           | 보기 |
| 2021 | 내츄럴엔도텍     | 니들리 시카치드 - 스트레스 편                                 | 화장품      |           | 보기 |
| 2021 | 보끄레머천다이징 | 온앤온                                                        | 옷          |           |      |
| 2021 | 코오롱인더스트리 | 슈콤마보니                                                    | 신발        |           |      |
| 2021 | 큐어라이프       | 쓰리잘비 - 조카 편                                            | 비          | 김소민    | 보기 |
| 2021 | 큐어라이프       | 쓰리잘비 - 무서운 영화 편                                     | 비          |           | 보기 |
| 2021 | 큐어라이프       | 쓰리잘비 - 게임 편                                            | 비          |           | 보기 |
| 2021 | 에디바우어       | 에디바우어                                                    | 아웃도어    | 유연석    |      |
| 2021 | 다정             | 아이슈어                                                      | 차          |           |      |

## 수상 및 후보
| 연도 | 시상식                    | 부문                                       | 작품                      | 결과 |
| ---- | ------------------------- | ------------------------------------------ | ------------------------- | ---- |
| 2021 | 올해의 브랜드 대상        | 올해의 여자 신인배우상                     | 빈칸                      | 수상 |
| 2021 | SBS 연기대상              | 여자 신인연기상                            | 펜트하우스 2 펜트하우스 3 | 수상 |
| 2022 | SBS 연기대상              | 미니시리즈 코미디·로맨스 여자 최우수연기상 | 치얼업                    | 후보 |
| 2022 | SBS 연기대상              | 베스트 팀워크상                            | 치얼업                    | 수상 |
| 2022 | SBS 연기대상              | 베스트 커플상 (with 배인혁)                | 치얼업                    | 후보 |
| 2023 | 제2회 청룡 시리즈 어워즈  | 드라마 부문 신인여우상                     | 치얼업                    | 후보 |
| 2024 | 제10회 에이판 스타 어워즈 | 단막극부문 여자 우수연기상                 | 사장님의 식단표           | 후보 |
| 2024 | KBS 연기대상              | 미니시리즈부문 여자 우수연기상             | 페이스 미                 | 수상 |
| 2024 | KBS 연기대상              | 여자 인기상                                | 페이스 미                 | 후보 |
| 2024 | KBS 연기대상              | 베스트 커플상 (with 이민기)                | 페이스 미                 | 후보 |

## 가족 관계
- 쌍둥이 남동생 : 한승수 (1996년 3월 21일 ~ )